# Michel de Saint-Pierre

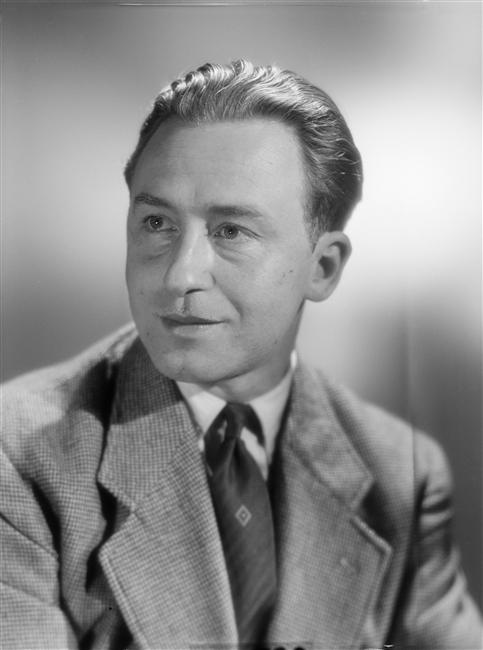
Michel de Saint-Pierre 1951

Michel de Saint-Pierre (* 12. Februar 1916 in Blois; † 19. Juni 1987 in Saint-Pierre-du-Val) war ein französischer Schriftsteller.

## Leben und Werk
Michel de Saint-Pierre besuchte das Gymnasium der Kongregation von Jesus und Maria. Ein Literaturstudium brach er ab, wurde Metallarbeiter in Saint-Nazaire und fuhr schließlich zur See. Im Zweiten Weltkrieg kämpfte er in der Marine und in der Résistance. 1945 begann er, gefördert von Henry de Montherlant und Jean de La Varende, eine Karriere als Romanschriftsteller und Essayist. 1955 gewann er mit Les Aristocrates den Prix des Libraires und den Grand Prix du Roman der Académie française. Insgesamt veröffentlichte er rund 40 Bücher. Politisch neigte er dem Monarchismus und dem Rechtsextremismus zu, nicht aber dem Antisemitismus. 1981 gehörte er zu den Gründern der rechtsextremen Tageszeitung Présent. Im Anschluss an das Zweite Vatikanische Konzil bekannte er sich zum Katholischen Traditionalismus. 6 seiner Werke wurden ins Deutsche übersetzt.

## Werke

### Werke, soweit auf Deutsch erschienen
- Bernadette et Lourdes. Table ronde, Paris 1953. (Vorwort von Patrice Flynn, 1874–1970)
  - (deutsch) Bernadette. Walter, Olten 1954.
- Les aristocrates. Roman. Table ronde, Paris 1954. (Grand Prix du Roman 1955)
  - (deutsch) Aristokraten.  Holle, Darmstadt 1955. Rowohlt, Reinbek 1964. (übersetzt von Walther Tritsch, 1892–1961)
- Sainte Bernadette. Casterman, Tournai 1956.
  - (deutsch) Die heilige Bernadette.  Styria, Köln 1958.
- Les Écrivains. Roman.  Calmann-Lévy, Paris 1957.
  - (deutsch) Die Goldmaske. Ein Roman von Schriftstellern und Menschen. Deutsche Verlags-Anstalt, Stuttgart 1959.
- La Vie prodigieuse du Curé d'Ars. Éditions Bonne Presse, Paris 1959.
  - (deutsch) Der Pfarrer von Ars. Das Leben des Johannes Maria Vianney. Herder, Freiburg 1975, 1976, 1978. (Vorwort von Maurice Kardinal Feltin. Übersetzt von Lotte von Schaukal)
- Le Milliardaire. B. Grasset, Paris 1970.
  - (deutsch) Der Milliardär.  Schröder, Hamburg 1973. Goldmann, München 1974. (übersetzt von Marianne Brannekämper)

### Weitere Werke (Auswahl)
- Montherlant, bourreau de soi-même. Gallimard, Paris 1949.
- Le Drame des Romanov. 2 Bde. Robert Laffont, Paris 1967.
- Églises en ruine, Église en péril. Plon, Paris 1973. (Einführung von Jacques Levron, 1906–2004)
- Monsieur de Charette, chevalier du roi. Table ronde, Paris 1977. Gallimard, Paris 1982. (über François Athanase de Charette de la Contrie)
- Lettre ouverte aux assassins de l'école libre. A. Michel, Paris 1982.